# Grauvaca
Una grauvaca (de l'alemany: Grauwacke, roca de ramat) és una roca detrítica formada per la consolidació dels minerals que resulten de la descomposició del granit. Les grauvaca consten de mica, feldespats i altres constituents del granit, incloent-hi el quars (encara que en proporcions molt menors): tots els elements es troben units per un ciment també detrític. La seva textura és sorrenca i el seu color grisenc. Se la considera com una roca sedimentària immadura, i ha estat generalment trobada en estrats paleozoics. Els seus grans més grossos tenen la mida intermèdia entre els grans de sorra i els de grava. Abunden a Gal·les, al sud d'Escòcia, Irlanda i el nord d'Anglaterra.